# جاريل جيروم
جاريل جيروم (بالإنجليزية: Jharrel Jerome)‏، من مواليد 9 أكتوبر 1997 في نيويورك، هو ممثل أمريكي. اشتهر بظهوره في فيلم الدراما الشهير ضوء القمر (20016) للمخرج باري جينكينز، وبتصويره كوري وايز في مسلسل إيفا ديفورني إيفا ديفورني عندما رأونا (2019).
هو من أصل دومينيكي ويعرف بأنه من أصل أفريقي لاتيني. اقترحت والدته أن يتابع التمثيل عندما كان في الصف الثامن ، وبعد ذلك انضم إلى مسرح ريفرديل للأطفال ، وهي منظمة محلية لمسرح الشباب. حضر وتخرج من ثانوية فيوريلو هـ. لاغوارديا وسافر إلى مانهاتن كل يوم بالقطار.

## روابط خارجية
- جاريل جيروم على موقع IMDb (الإنجليزية)
- جاريل جيروم على موقع ألو سيني (الفرنسية)
- جاريل جيروم على موقع قاعدة بيانات الأفلام السويدية (السويدية)
- جاريل جيروم على موقع قاعدة بيانات الفيلم (الإنجليزية)
- جاريل جيروم على موقع كينوبويسك (الروسية)